# 스콧 한
스콧 한(영어: Scott Hahn, 1957년 10월 28일 - )은 미국의 작가, 가톨릭 신학자, 호교론자이며, 오푸스 데이 회원이다. 현재 미국 오하이오주 스투벤빌 프란치스칸 대학교에서 신학 교수로 지내고 있다. 저서로는 《영원토록 당신사랑 노래하리라》, 《어린양의 만찬》, 《거룩하신 모후님, 하례하나이다》, 《나는 왜 믿는가 (가톨릭 희망의 이유를 답하다)》 등이 있다.

## 학사 시절
스콧 한은 1979년 미국 펜실베이니아주 그로브시티 칼리지에서 신학, 철학, 경제학 세 과목을 전공하여 학사학위를 받았다. 1982년 그는 고든-콘웰 신학교에서 신학 석사학위를 받았으며, 1995년 5월에는 마켓 대학교에서 조직신학 박사학위를 받았다. 당시 그가 제출한 학위논문 《계약에 의한 친족 관계: 신구약 성경의 계약 형태와 본문에 대한 성서신학적 분석》은 현대 계약신학의 대표적인 예라고 볼 수 있다.

## 가톨릭으로 회심
본래 스콧 한은 수년 간 미국의 장로교 목사이자 신학자, 체서키프 신학교의 신학 교수로서 활동하였던 사람이다. 젊은 신학자였던 스콧 한은 가톨릭교회가 잘못된 교회라고 확신하였으며, 가톨릭 신자들 가운데 청교도로 회심한 이들을 기꺼이 받아들이며 기뻐하였다. 그랬던 그가 회심하게 된 동기는 자신과 아내가 피임한 것이 하느님의 법을 거스르는 것이 아닐까 하는 생각에 번민에 잠겨서부터였다. 게다가 그는 1930년부터 피임을 허용한 개신교에 반해, 가톨릭교회는 옛날부터 내려오는 피임을 금지하는 가르침을 그대로 고수하고 있다는 사실에 대해 혼란스러워하였다. 스콧 한은 계속해서 구원과 믿음, 선행과 관련된 다양한 문제에 대해 연구하였으며, ‘오직 성경(sola scriptura)’이라는 개신교의 가르침 역시 지속적으로 연구해나갔다.
그의 저서 《Rome Sweet Home(한국어판 제목: 영원토록 당신 사랑 노래하리라)》를 보면, 그의 회심하기 된 핵심적인 동기는 그가 성경의 핵심이라고 여겨왔던 것, 즉 계약에 대해 연구하고 나서부터였다. 계약은 모든 백성을 하나의 가족 관계로 맺어주는 거룩한 결합이라고 볼 수 있다. 하느님은 일련의 계약인 구약을 성취하였으며, 예수 그리스도에 의해 새로운 계약인 신약이 성취됨으로써 전 세계 모든 사람에게 큰 영향을 끼쳤다. 그는 예수와 그의 제자들이 예수의 구원 역사를 기술하는 데 있어서 가족을 기본적인 언어로 사용했다고 믿었다. 가령 하느님을 아버지로, 그리스도는 하느님의 아들이자 형제들 가운데 맏이로, 하늘나라를 혼인 축제로, 교회를 그리스도의 신부로, 그리스도인들을 하느님의 자녀로 묘사한 것이 그 예이다.
스콧 한의 주장에 따르면, 그리스도를 머리로 한 새로운 가족이 꾸려졌다고 한다. 그리고 예수는 이 새로운 가족의 구성원 가운데 하늘나라의 열쇠를 위탁한 이가 있는데, 그가 바로 교황이다. 이는 구약에서 이미 예정된 일이다. 스콧 한은 교황이 ‘거룩한 아버지’로서 새로운 가족의 으뜸이며, 가톨릭교회야말로 성경에서 묘사하는 범세계적 가족이라는 확신에 도달하기에 이르렀다. 또한 그는 개신교의 교조들이 주장한 ‘오직 신앙(sola fides)’과 ‘오직 성경(sola scriptura)’은 성경에서 찾아볼 수 없으므로 전혀 성경적이지 못하다는 사실을 깨닫게 되었다. 그는 성경을 공부하다가 구원받기 위해서는 굳건한 믿음 외에도 그에 수반되는 선행을 착실하게 실천해야 한다는 것, 즉 믿음과 선행 모두 구원의 필수불가결한 요소라는 점을 강조하고 있다는 사실도 알게 되었다. 또한 그는 교회가 ‘진리의 기둥이며 기초(1티모 3,15)’라는 점에도 주목하였다.
결국 스콧 한은 1986년 예수 부활 대축일 날, 미국 위스콘신주 밀워키의 가톨릭 본당에서 가톨릭 신자로 회심하였다. 그의 아내의 말에 따르면, 그가 가톨릭 신자가 된 것을 보고 당시 수많은 개신교 목회자들과 성서학자들도 앞다투어 가톨릭교회로 회심하는 움직임이 전국적으로 번지게 되었으며, 많은 사람이 이를 두고 ‘마르틴 루터의 패배’라고 불렀다고 한다.
스콧 한의 아내인 킴벌리 한은 남편보다는 조금 늦게 가톨릭교회에 입교하였다. 그녀는 1990년 예수 부활 대축일 날에 미국 일리노이주 줄리엣의 가톨릭 본당에서 세례를 받고 가톨릭 신자가 되었다. 《Rome Sweet Home》는 바로 이들 부부가 가톨릭교회로 회심하기까지의 신앙여정을 담고 있다. 이 책은 현재 8개국어로 번역되었으며 대한민국에서는 《영원토록 당신 사랑 노래하리라》라는 제목으로 번역 출판되었다.